# Pat Meehan
Pour les articles homonymes, voir Meehan.
Patrick Leo Meehan dit Pat Meehan, né le 20 octobre 1955 à Cheltenham (Pennsylvanie), est un homme politique américain, élu républicain de Pennsylvanie à la Chambre des représentants des États-Unis depuis 2011.

## Biographie
Patrick Meehan est originaire du comté de Montgomery en Pennsylvanie. Il devient avocat après des études au Bowdoin College et à l'université Temple.
Au début des années 1990, il travaille pour le sénateur républicain de Pennsylvanie Arlen Specter. En 1996, il est élu procureur du comté de Delaware. De 2001 à 2008, il est procureur des États-Unis pour le district de l'est de la Pennsylvanie.
En 2010, il se présente à la Chambre des représentants des États-Unis dans le 7e district de Pennsylvanie, une circonscription historiquement républicaine où le démocrate sortant Joe Sestak ne se représente pas. Avec 54,9 % des voix, il est élu représentant face au démocrate Bryan Lentz.
Après le recensement de 2010, sa circonscription est redécoupée en faveur des républicains. Avec une forme de « Dingo donnant un coup de pied à Donald Duck » (en anglais : Goofy kicking Donald Duck), le district est considéré comme l'un des meilleurs exemples de gerrymandering du pays,. Meehan est réélu avec 59,4 % des suffrages en 2012 et 62 % en 2014. Lors des élections de 2016, il est réélu avec près de 60 % des voix, malgré la victoire d'Hillary Clinton dans son district.
En janvier 2018, le New York Times révèle que Meehan a utilisé son compte au Congrès pour payer plusieurs dizaines de milliers de dollars une ancienne collaboratrice, qui l'accusait de lui avoir fait des avances non désirées et d'avoir eu un comportement hostile lorsqu'elle s'est mise en couple avec un autre homme,. Face à ces révélations, Meehan avoue qu'il croyait avoir rencontré son « âme sœur » mais affirme qu'il n'avait pas tenté d'engager une relation avec elle. Alors qu'il s'est investi contre le harcèlement sexuel au Congrès à la suite de l'affaire Harvey Weinstein, une enquête de la commission d'éthique de la Chambre est ouverte contre lui. Quelques jours plus tard, Meehan annonce qu'il ne sera pas candidat à un cinquième mandat en novembre 2018,. Il démissionne de son mandat le 27 avril suivant et promet de rembourser personnellement les 39 000 dollars payés pour régler le différend.